# Старая ратуша (Ганновер)

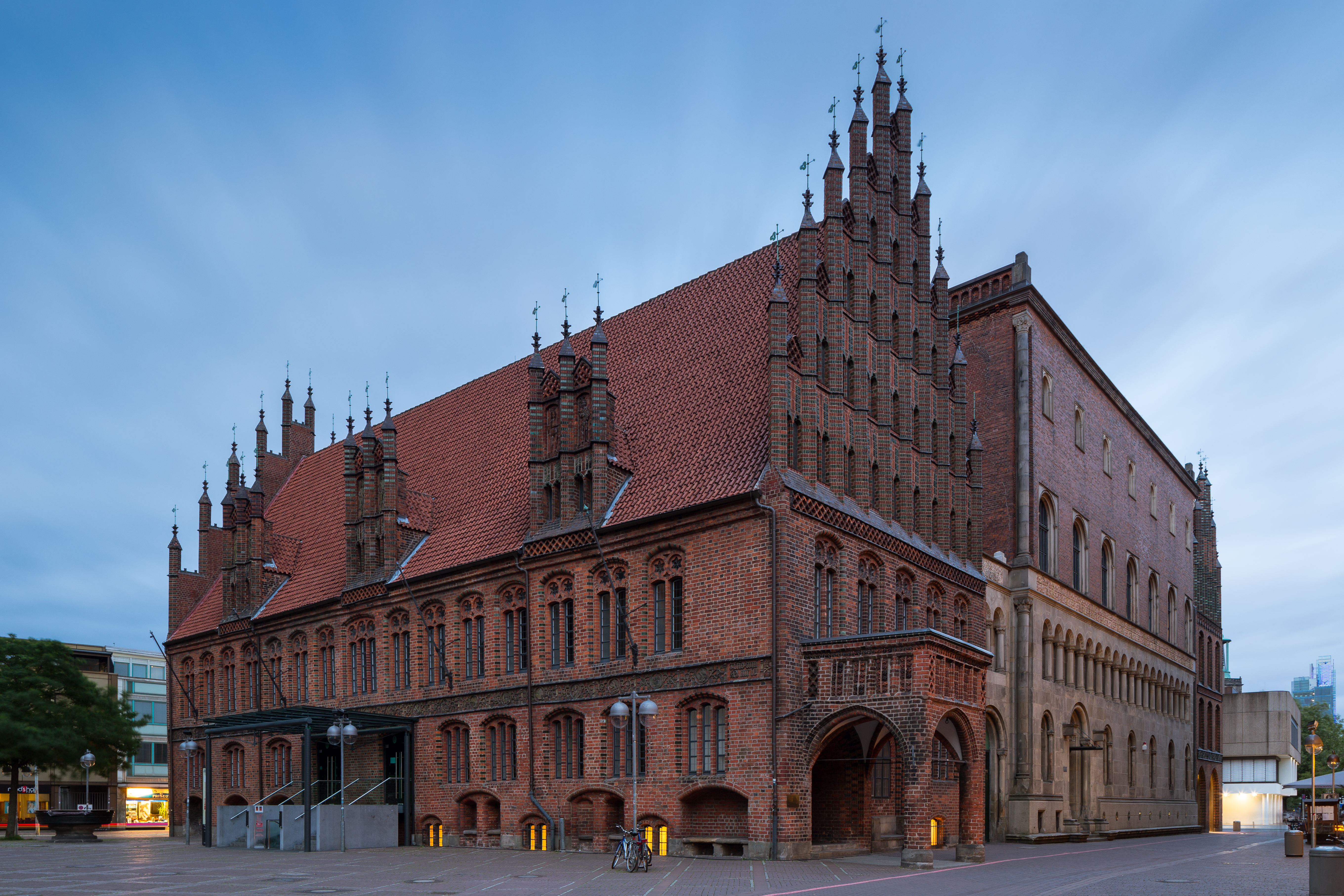
Старая ратуша в Ганновере

Старая ратуша (нем. Altes Rathaus) — первая ратуша Ганновера, старейшее городское общественное здание. Расположенное на рыночной площади кирпичное строение старой ратуши в совокупности с рыночной церковью представляют собой интереснейший архитектурный ансамбль северо-немецкой кирпичной готики и являются одним из пунктов ганноверского туристического маршрута «Красная нить».
Старая ратуша представляет собой кирпичное замкнутое строение, состоящее их двухэтажного торгового павильона, судебного портика и судебного корпуса в стиле итальянского романтизма.
Временем возведения старой ратуши в её сегодняшнем виде является XV век. Самая древняя часть здания, являющаяся сегодня частью торгового павильона, датируется 1410 годом. Историческим предшественником современного здания является возведенное в XIII веке строение, состоявшее из помещения для хранения и торговли ввозимых в Ганновер товаров и зала для торжественных заседаний, в котором уже в 1303 году проводились собрания городского совета старого Ганновера.
Во время Второй мировой войны древнейшая часть здания была уничтожена бомбардировками. Воссоздание ратуши затянулось до 1964 года. Внутренний дворик со стеклянной крышей приобрёл свой нынешний вид во время реконструкции 1999 года. В здании действует ресторан, а праздничный и малый залы и помещения для проведения деловых встреч используются для различного рода информационных и развлекательных мероприятий.

## История
До того, как была построена ратуша, городской совет Ганновера собирался в разных местах. Документально подтверждено, что с 1303 года совет собирался в театре, на площади Маркткирхгоф или рядом с навесом для судей (Gerichtslaube- крытое место для судей, которые судили на открытой площади согласно саксонским традициям).

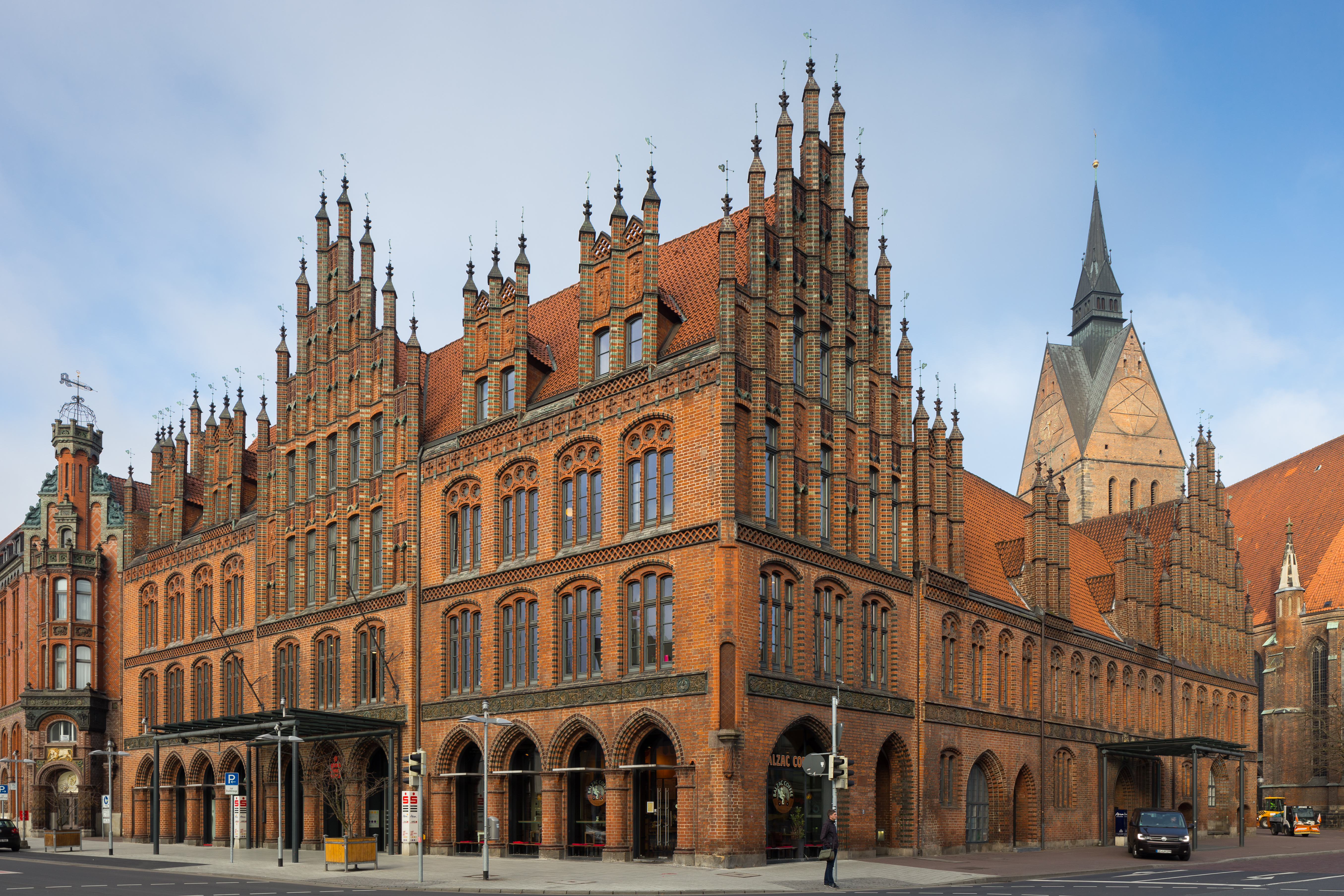
Старая ратуша Ганновера

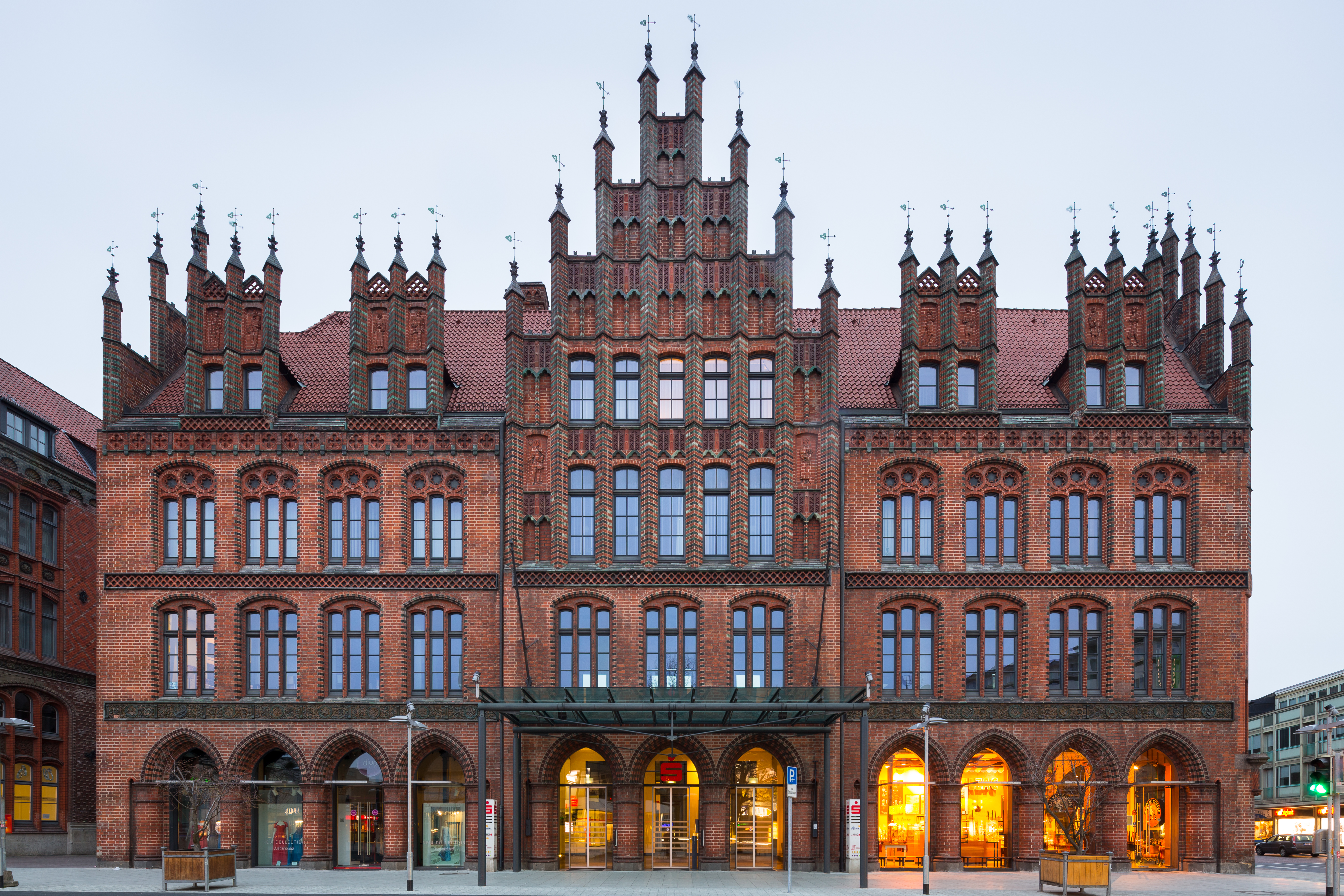
Старая ратуша Ганновера

Первые части здания были возведены в 1410 году. После этого в здании несколько раз проводились ремонтные работы и сделаны пристройки. Первоначальный цокольный этаж стал сегодняшним подвалом из-за почвенных наслоений позднего средневековья и свалки (Am Markte).
Согласно «Ганноверским хроникам», в 1607 году в ратуше открыли две новые тюрьмы..
В 1844 году произошла реконструкция флигелей, и фахверковое здание XVI века, где располагалась аптека, было разрушено, на его месте Август Генрих Андреа построил здание городского суда в стиле итальянского Возрождения.. В этом так называемом Дворец Дожей ныне находится ЗАГС. В конце XIX века планировалось снести старую ратушу, но против этого решения выступили жители Ганновера. В конечном итоге здание было сохранено. В 1877—1891 годы архитектор Конрад Вильгельм Хазе занимался ремонтом здания и вернул ему первоначальный облик, поскольку это считалось «чистым» архитектурным стилем (см. Ратуши в Ганноверской школе архитектуры). Окна на первом и втором этажах к тому времени были прямоугольными, но фотографии зданий, сделанные Людвигом Дросте (1864) и фон Хазе (в процессе подготовки к реставрации) показывают, что оба этажа северо-западного фасада и цокольный этаж северо-восточного фасада изначально имели сегментированные арочные окна.
В 1880-х годах комплекс ратуши получил новый уличный фасад благодаря тому, что здесь была продолжена улица Кармаршштрассе. Архитектор Хазе пристроил здесь новое крыло в неоготическом стиле, при этом он учёл особенности средневековой части ратуши.
В 1943 году Ганновер подвергся сильным бомбардировкам, город был сильно разрушен, пострадала и старая ратуша, особенно его старая часть.
В 1953 году была проведена реставрация, а в 1964 году был реконструирован фасад с западной стороны. В рамках масштабной реконструкции в 1999 году внутренний двор также был переоборудован и получил стеклянную крышу.
После строительства нового здания совет собирался в парадном зале на первом этаже. Под ним находился зал на первом этаже, в котором хранились импортные товары и который позже служил, как это было принято в немецкоязычных странах, рестораном в здании ратуши. Уровень пола, который был приподнят насыпью, превратил холл в подвал.
В 1863 году городская администрация покинула старую ратушу и переехала во дворец Вангенхайма.
В 1901—1913 годах в Ганновере шло строительство нового великолепного здания для ратуши. 1913 году в присутствии императора Вильгельма II состоялось торжественное открытие Новой ратуши, которая стала резиденцией городской администрации.
В старом здании ратуши в оконных проемах бывшего первого этажа было размещено около 1900 прилавков. Сегодня магазины находятся в пристроенной части Старой ратуши.